# Сульфит лития
Сульфи́т ли́тия — неорганическое вещество,
соль лития и сернистой кислоты
с формулой Li2SO3.

## Физические свойства
Сульфит лития — белое гигроскопичное кристаллическое вещество растворимое в воде, нерастворимое в этаноле
.
Плавится с разложением при 455 °C.
Образует кристаллогидраты состава Li2SO3•n H2O, где n = 1, 2 и 6.
При осаждении из водных растворов и при поглощении влаги образует кристаллогидрат белого цвета с формулой Li2SO3•H2O,
который разлагается, выделяя воду, при 190 °C
.
Кристаллогидрат сульфита лития является пироэлектриком.

## Химические свойства
Сульфит лития проявляет общие химические свойства, характерные для сульфитов щелочных металлов, а именно:
при нагревании дисмутирует на сульфид лития и сульфат лития
{\displaystyle {\mathsf {4\ Li_{2}SO_{3}{\xrightarrow {455-800^{\circ }C}}\ Li_{2}S+3\ Li_{2}SO_{4}}}}
в водном растворе диссоциирует с образованием сульфит-аниона, который, гидролизуясь, создаёт осно́вную среду (pKb = 7,09)
{\displaystyle {\mathsf {SO_{3}^{2-}+\ H_{2}O\longrightarrow \ HSO_{3}^{-}+\ OH^{-}}}}
при взаимодействии с сильными кислотами выделяется диоксид серы
{\displaystyle {\mathsf {Li_{2}SO_{3}+2\ H^{+}\longrightarrow 2\ Li^{+}+\ SO_{2}\uparrow +\ H_{2}O}}}
при пропускании через раствор сульфита лития диоксида серы образуется гидросульфит лития
{\displaystyle {\mathsf {Li_{2}SO_{3}+\ H_{2}O+\ SO_{2}\longrightarrow 2\ LiHSO_{3}}}}
за счёт сульфит-аниона является восстановителем, например в реакции
{\displaystyle {\mathsf {Li_{2}SO_{3}+\ H_{2}O+\ Fe_{2}(SO_{4})_{3}\longrightarrow \ Li_{2}SO_{4}+2\ FeSO_{4}+\ H_{2}SO_{4}}}}

## Получение
Сульфит лития может быть получен пропусканием диоксида серы через насыщенный раствор гидроксида лития:
{\displaystyle {\mathsf {2\ LiOH+\ SO_{2}\longrightarrow \ Li_{2}SO_{3}+\ H_{2}O}}}